# BraviSEAmo!
BraviSEAmo! (Japans:ブラヴィッシーモ! Buravisshiimo!) was een slotshow in Tokyo DisneySea in Urayasu, Japan. De show bevatte fonteinen, vuureffecten, en vuurwerk en werd opgevoerd op het meer voor de Mediterranean Harbor. De show werd geregisseerd door Yves Pépin en kende weinig tot geen dialoog, maar vooral muziek die gecomponeerd was door Gavin Greenaway. BraviSEAmo! verving de eerdere slotshow in Tokyo DisneySea, DisneySea Symphony, en werd na de laatste voorstelling op 13 november 2010 vervangen door een nieuwe versie van Fantasmic!. De show werd gesponsord door NTT DoCoMo.

## Samenvatting
De show begint met het dimmen van de verlichting rondom de Mediterranean Harbor en een voorshow met mistbanken op het water. Bij het eindigen van de voorshow klinkt een hoorn en vormen schijnwerpers een vijfpuntige ster in de lucht. Mickey Mouse betreedt dan het 'podium' op een nautische koets die wordt voortgetrokken door een aantal zeepaarden. Mickey is gekostumeerd als een zeeprins, met een drietand, een lange mantel en een kroon met lange, gouden veren. Nadat hij rondom het meer is gevaren, verwelkomt Mickey het publiek bij "deze magische wereld en schiet hij vuurwerk uit zijn drietand. Hij vraagt aan het publiek of dat zich afvraagt hoe zo'n mysterieuze plek kan bestaan en of zij het verhaal willen horen dat alleen de zee en de wind kennen. Mickey en zijn koets verlaten het meer en een mannelijke vertelstem beschrijft het verhaal. In een ver verleden woonden er een watergeest en een vuurgeest op deze plek, maar zij worden elk in hun eigen wereldje zonder elkaar ooit te zien. Het verhaal en de show vertellen het verhaal van hun eerste ontmoeting.
Dan beginnen er fonteinen te spuiten die meebewegen op de muziek van de watergeest Bellisea. Dit gaat een aantal minuten zo door totdat de muziek dimt. Die wordt vervangen door het gezang van Bellisea, die op het water verschijnt als een godin die uit water bestaat. Bellisea beweegt over het meer op een grote boot, waarbij haar verschijning wordt gecreëerd door fonteinen die haar armen, haren en jurk vormen. Nadat ze het einde van het meer heeft bereikt, dimt de muziek en vervalt Bellisea weer in het water.
Vervolgens klinken er harde drums en donderslagen terwijl er vuureffecten uit Mount Prometheus komen, de vulkaan die naast de Mediterranean Harbor ligt. Vuurwolken schieten dan uit het meer terwijl de muziek versnelt. De vuurgeest Prometeo rijst op uit het water en spreidt zijn vleugels, gelijk aan een mechanische phoenix. Er worden vlammen geschoten uit het lichaam van Prometeo en een mannenstem klinkt onder de muziek. Nadat hij een tijd in vlam heeft gestaan, dooft Prometeo langzaam uit.
Dan verschijnt Bellisea weer uit het meer en begint te zingen. Prometeo merkt dit op en kijkt naar haar. Bellisea gaat door met zingen en Prometeo begint samen met haar te zingen. Belissea beweegt dan naar hem toe. Als de twee dichter bij elkaar komen, spuiten alle fonteinen langs het meer en bereikt de muziek een hoogtepunt om te symboliseren dat ze verliefd op elkaar worden. De show bereikt dan een climax elkaars effecten overnemen. Prometeo begint witte vonken te spuiten en zijn lichaam begint te glinsteren en ook Belissea spuit witte vonken. Er komt vervolgens meer vuurwerk uit Mount Prometheus en ook het meer wordt gehuld in vuurwerk. Mickey roept door de microfoon Bravissimo! Haha!. Vervolgens eindigt de show met het popliedje Swept Away.

## Productie
De dagelijkse voorbereidingen voor BraviSEAmo! begonnen om 1 uur in de ochtend met 16 pyrotechnici die de 850 verschillende vuurwerken installeerden. Dat werk was klaar om 12 uur in de middag. Een crew van 60 man was getraind om aan de show te werken, waarvan 40 actief waren bij elke opvoering van de show. Elk van de 4 fonteinenboten had een bestuurder, terwijl de koets en Bellisea elk een bestuurder en een verkenner hadden. BraviSEAmo! werd elke dag eenmaal gehouden om 19:25.

## Muziek
De muziek van BraviSEAmo! werd gecomponeerd en gedirigeerd door Gavig Greenaway. Greenaway had zich voorheen bewezen met het componeren van de muziek voor Illuminations: Reflections of Earth in Epcot in het Walt Disney World Resort. Hoewel de dialoog van BraviSEAmo! in het Japans is, werd het popliedje in het Engels opgenomen.